# دومینیک دیستلبرگر
دومینیک دیستلبرگر (آلمانی: Dominik Distelberger؛ زادهٔ ۱۶ مارس ۱۹۹۰) ورزشکار دهگانه اهل اتریش است.